# Antoine Chiappini
 (septembre 2017).
Si vous disposez d'ouvrages ou d'articles de référence ou si vous connaissez des sites web de qualité traitant du thème abordé ici, merci de compléter l'article en donnant les références utiles à sa vérifiabilité et en les liant à la section « Notes et références ».
Marie Jean Antoine Chiappini, né à Saint-Louis le 11 septembre 1822 et mort à Sierentz le 6 février 1890, est un peintre, restaurateur de peintures et collectionneur français, actif dans le Haut-Rhin et particulièrement la région de Saint-Louis et Sierentz dans la seconde moitié du XIXe siècle.

## Biographie
La famille Chiappini est d’origine italienne pour le père, Joseph Antoine Chiappini, de Masera dans le Piémont-Sardaigne. La première mention de sa présence en France date de 1818 : il est écrit que Joseph Antoine Chiappini, le fils d’un agriculteur, se marie avec Catherine Busel [réf. nécessaire].
Le couple des parents Chiappini tient une auberge, l’Auberge du soleil (4, rue de Mulhouse, immeuble détruit avant 1900), mais sur l'acte de mariage de 1818, il est désigné comme « artiste peintre ». Divers documents ultérieurs portent d'autres mentions comme « tapissier », « cabaretier ». Joseph Antoine exploite l’auberge jusqu’à sa mort en 1840, puis sa femme jusqu’à sa mort en 1852.
Le couple aura six enfants, quatre garçons et deux filles :
- Joseph : né en 1820. Il mourut à 16 ans ;
- Marie Jean-Antoine : né  le 11 septembre 1822 à Saint-Louis ;
- Joseph Antoine : né en 1838 ;
- trois autres enfants, dont deux sœurs, mourront jeunes.

La famille Chiappini est versée dans l'art, et plus particulièrement la peinture. L'aîné des enfants Chiappini, Joseph (mort à 16 ans), a reçu de son père une formation en dessin. Joseph Antoine, né en 1838, s’intéresse à l’art et ouvre un magasin-atelier de peinture et restauration à Bâle, Freietrasse. Il mourut vers 1880. 
Quant à Antoine Chiappini, après une première formation auprès de son père, il est envoyé à Milan, à l'Académie des Beaux-Arts, vers 1835-37. Il y reçoit une formation de peintre mais aussi de restaurateur de peintures. Son œuvre de fin d'études est un autoportrait. 
Diplômé, il rentre à Saint-Louis. Il y épouse, en 1852, Thérèse Catherine Victoire Malzacher, née à Saint-Louis le 17 mars 1828, fille d'un brasseur. Parmi les témoins au mariage figure Émile Romazzotti, peintre et notaire à Huningue. 
Le couple a deux enfants : Marie Paul Émile, en 1853, nommé en hommage à son ami Émile Romazzotti, et Marie-Victoire Lucie en 1855.
Marie Paul Émile s’exile dans le territoire de Belfort puis dans le Pas-de-Calais au moment de l’Annexion, mais se marie à Sierentz avec Barbara Geneviève Haas, fille d’un notaire et meunier. Le couple s’installe dans ce qui est encore appelé la maison Chiappini ou Moulin Haas à Sierentz après la Première Guerre mondiale. Émile a un intérêt d’amateur pour la peinture et le dessin (quelques œuvres de sa main sont conservées) mais ne sera jamais un professionnel comme son père. Quant à Lucie, elle épouse Joseph Grunenwald, un facteur de pianos mulhousien.
Après le décès de son épouse Victoire en 1878, Antoine Chiappini passe ses dernières années auprès de sa famille et meurt en 1890 au moulin Haas de Sierentz, où il avait installé son atelier. Il repose au cimetière de Saint-Louis avec Victoire.
Antoine Chiappini a siégé au conseil municipal de Saint-Louis entre 1864 et 1888. Par le jeu des alliances, il est l'oncle du maire de Saint-Louis Jules Tilger.

## Œuvre
Antoine Chiappini ne tarde pas à devenir une personnalité reconnue localement. Il laisse une œuvre qui en fait un parfait représentant de l’académisme de la fin du XIXe siècle : de nombreux portraits, des scènes religieuses dont certaines naquirent de commandes (fresques de l’abbaye de Mariastein, dans le canton de Soleure).
Sont conservés : 
- des portraits : un autoportrait, des études de têtes, le portrait d’une jeune fille, Flora, et celui de Frédéric Haas, ainsi que de son épouse Caroline Hoog.
- des peintures religieuses : une Vierge, une sainte Clothilde, un Christ au Calvaire. Pour la petite église de Brinckheim, Chiappini peignit en 1865 les médaillons des autels latéraux, et un saint François d’Assise. À Mariastein, il réalise une fresque sur la Vierge dans la nef de la basilique.
- une nature morte, une scène de genre avec un savant et une scène italianisante.
- de nombreux dessins : croquis, études, esquisses préparatoires, etc.

En tant que restaurateur, il travaille pour :
- le musée Unterlinden, où il restaure notamment Saint Martin entre saint Georges et sainte Ursule (XVIe siècle) et le Portrait de Christian II de Deux-Ponts et sa famille (v. 1680).
- le Kunstmuseum de Bâle, sur des dizaines d'œuvres de la collection rassemblée par Johan Jakob Bachofen-Burckhardt.
- la restauration des œuvres de Jacob Carl Stauder de l'église Saint-Gall de Folgensbourg en 1874[4].

## La collection d'art d'Antoine Chiappini
Ses talents lui procurent des revenus confortables si l’on en juge par sa collection, assez fournie et qui comptait quelques grands noms. On en prit la mesure après la mort de Chiappini, en  décembre 1890, quand une vente fut organisée au Musée de l’impression sur étoffes de Mulhouse et que 50 tableaux furent exposés.

### Controverse sur le tableau attribué à Simon Vouet
Le tableau fut vendu en 1986 à la ville de Strasbourg comme « attribué à Simon Vouet ». La ville présenta ensuite le tableau comme signé de Vouet lui-même. La personne ayant vendu le tableau engagea alors une procédure judiciaire pour obtenir l'annulation de la vente.

## Descendance artistique
Dans le clan familial Chiappini-Haas , le goût de la peinture a été transmis entre les générations. 
Antoine Chiappini eut au moins une élève, Marie Élisabeth Haas (1850-1936), la sœur de sa belle-fille. Elle est l'auteur de nombreux portraits et d'au moins une œuvre religieuse sur l’autel latéral droit de l’église Saint-Michel de Magstatt-le-Bas. L’œuvre est datée de 1884.
Charles Haas (1894-1969) : après avoir fréquenté l’École de dessin à Mulhouse, il est formé à la Gewerbeschule de Bâle, puis élève de la Société industrielle et commerciale de Lausanne (cours d’académie et dessin d’ornement) pendant la Grande Guerre : il y obtient deux certificat datés du 25 mars 1917. Après guerre, Charles Haas fréquente la prestigieuse École des Beaux-Arts de Paris, inscrit dans l‘atelier d’Ernest Laurent le 5 mars 1920. Charles Haas expose « un paysan alsacien » au Salon de 1922, puis un « portrait de jeune femme » au Salon des Tuileries l’année suivante. Il bénéficie en 1923 d'une première exposition individuelle aux Galeries Simonson, rue Caumartin à Paris. Il est un peintre professionnel jusqu'à sa nomination comme juge suppléant à Sierentz en 1936. Nommé en 1946 conservateur du musée de Salins-les-Bains, il ne pratique plus la peinture depuis la Seconde Guerre mondiale. Son œuvre comporte de nombreux portraits, dont des visages d’enfants, ainsi que des paysages de neige et de printemps de son Sundgau natal, des bouquets de fleurs, toujours à l’huile. On associe parfois Charles Haas à l’impressionnisme, notamment au style de Cézanne. 
Françoise Haas (née en 1929), fille de Charles, a elle aussi fréquenté la Gewerbeschule de Bâle, puis le Centre d'Art Sacré de Paris. Elle a réalisé de nombreuses œuvres religieuses (peintures, vitraux) pour des édifices religieux en Alsace et en Franche-Comté. 